# Natalia Joukova (volley-ball)
Pour les articles homonymes, voir Natalia Joukova et Joukova.
Natalia Joukova (anciennement Natalia Rykova) est une joueuse de volley-ball kazakhe née le 29 mars 1980 a Almaty (Kazakhstan). Elle mesure 1,84 m et joue réceptionneuse-attaquante.

## Clubs
| Club                 | Pays        | De         | À         |
| -------------------- | ----------- | ---------- | --------- |
| Rahat Kazakhstan     | Kazakhstan  | 1998-1999  | 2000-2001 |
| VBC Riom             | France      | 2001-2002  | 2001-2002 |
| Azerrail Bakou       | Azerbaïdjan | 2002-2003  | 2002-2003 |
| VBC Riom             | France      | avril 2003 | 2004-2005 |
| Beşiktaş JK          | Turquie     | 2005-2006  | 2005-2006 |
| Dinamo Moscou        | Russie      | 2006-2007  | 2006-2007 |
| Rahat Kazakhstan     | Kazakhstan  | 2007       | 2007      |
| İller Bankası Ankara | Turquie     | 2007-2008  | 2007-2008 |
| AO Markopoulo        | Grèce       | 2008-2009  | 2008-2009 |

## Palmarès
- Championnat du Kazakhstan
  - Vainqueur : 1999, 2000, 2001
- Championnat de France
  - Finaliste : 2003
- Championnat de Russie (1)
  - Vainqueur : 2007
- Ligue des champions
  - Finaliste : 2007
- Championnat d'Asie et d'Océanie
  - Finaliste : 2005